# Canterbury (band)
Canterbury was een Britse rockband, opgericht in Basingstoke, Hampshire in 2005. De band bestond uit gitarist en zanger Mike Sparks, bassist en zanger Luke Prebble, gitarist James Pipe en drummer Chris Velissarides.

## Bezetting
- Luke Prebble[3] (leadzang, basgitaar, 2005–2014)
- Mike Sparks[4] (zang, gitaar, 2005–2014)
- James Pipe[5] (gitaar, 2005–2014)
- Chris Velissarides[6] (drums, percussie, 2013–2014)
- Ben Bishop[7] (basgitaar, 2005-2010)
- Scott Peters[8] (drums, 2007-2013)

## Geschiedenis
Canterbury werd geformeerd in 2005 door Ben Bishop, James Pipe en Luke Prebble, die allemaal aan hetzelfde college (Lord Wandsworth College in Hook, Hampshire) studeerden. Ze werden later vergezeld door Mike Sparks na het verlaten van zijn vorige band en de bezetting werd begin 2007 voltooid door collega Music Tech-klasgenoot Scott Peters. Ze brachten hun resterende paar jaar van opleiding door met het schrijven van songs, voor wat uiteindelijk hun eerste album zou worden in 2009. Na het verlaten van de universiteit begonnen ze de band serieuzer te nemen, toerden ze door het hele Verenigd Koninkrijk en promootten ze zichzelf via sociale media-instellingen, waaronder Facebook en MySpace. Na het verlaten van de universiteit begonnen ze de komende vier jaar meedogenloos te toeren met honderden shows in het Verenigd Koninkrijk en Ierland. Begonnen met het openen van slots voor iedereen die ze zou hebben, gingen ze verder met slots op veel spraakmakende Britse brede tournees met bands zoals The Automatic, Enter Shikari, Against Me, Twin Atlantic, You Me At Six en We Are The Ocean.
In mei 2009 bracht de band een videoclip uit voor de eerste single Eleven, Twelve. Het uitbrengen ging gepaard met hun steun aan Billy Talent in oktober van dat jaar. Op 23 november 2009 bracht Canterbury hun debuutalbum Thank You uit. Het album werd door de band opgenomen in november en december 2007. De vertraagde publicatie was gebaseerd op het feit dat ze een fanbase wilden opbouwen voordat ze het album uitbrachten. De band besloot dat ze het album zouden plaatsen voor gratis download via hun website en mensen zouden aanmoedigen om het album te promoten. Toen hem werd gevraagd waarom de band het gratis uitbracht, zei Prebble: Ik denk niet dat je echt kunt verwachten dat mensen voor een single of een album betalen als je een heel kleine band bent. Het album werd in de eerste drie dagen van uitgave meer dan 3.000 keer gedownload.
De band begon een headline-tournee om het album in februari 2010 te ondersteunen met The Hot Melts en This City. Op 26 februari 2010 bracht de band de nieuwe single Gloria uit voor gratis download. Het tourneeschema van de band was in 2011 een stuk kleiner omdat ze veel tijd doorbrachten met het opnemen van hun tweede studioalbum. Sinds het uitbrengen van Thank You werkten ze aan een vervolg en brachten ze een ep met drie nummers uit op iTunes. Hun eerste ep Calm Down verscheen op 25 oktober 2010 en bevatte de drie nummers Calm Down, Trainers en Your Face is in HD. Een jaar later, op 31 oktober 2011, werd dit opgevolgd met More Than Know, hun tweede ep met de drie nummers More than Know, Routine en Lost in the Basement.
Om samen te vallen met het nieuwe jaar brachten ze de single Ready Yet? uit op 16 januari 2012. Op 25 april 2012 kondigde de band de naam, publicatiedatum, albumhoezen en tracklijst van hun tweede studioalbum Heavy In The Day aan via hun website, samen met een publicatieparty op 19 juli in de Barfly in Camden (Londen). Het album werd uitgebracht op 9 juli en bevat nieuw materiaal naast nummers die eerder als singles waren uitgebracht. Het album werd opgenomen in Devon en geproduceerd door Peter Miles en uitgebracht via Sweet Lime Records met de single Saviour, die op 25 juni uitkwam.
In januari en februari 2012 toerde ze door het Verenigd Koninkrijk tijdens een headline-tournee met steun van proxy's. In november 2012 was de band de belangrijkste supportband op Deaf Havana's grootste headline-tournee tot nu toe in het Verenigd Koninkrijk en eind november tot half december 2012 begonnen ze een eigen headline-tournee ter ondersteuning van Heavy in the Day met ondersteuning van Mallory Knox en Scholars. Op 8 april kondigde de band het nieuws van hun nieuwe album aan via hun Twitter- en Facebook-accounts via het Pledge Music-project. Tegelijkertijd kondigde Hassle Records de contractering aan van Canterbury, die in mei 2013 afscheid namen van hun drummer Scott Peters. Hij werd vervangen door ex-All Forgotten-lid Chris Velissarides.
Op 13 januari 2014 bracht de band hun nieuwe album Dark Days uit, gevierd met een akoestische sessie bij Banquet Records de avond ervoor en een lanceringsshow in The Hospital Club. Op 19 januari 2014 bereikte Dark Days #1 in de Britse officiële Charts Rock-albums en bereikte #84 in de Britse officiële albumlijst. Op 1 oktober 2014 kondigde de band aan dat ze op hun website in de nabije toekomst geen muziek zouden blijven maken. In december kondigden ze hun laatste drie shows aan in Birmingham, Manchester en Londen. Op deze laatste show in Londen op 19 december werd de band weer herenigd met de oorspronkelijke leden Ben Bishop en Scott Peters.

## Discografie

### Albums
- 2009: Thank You
- 2012: Heavy In The Day
- 2014: Dark Days

### Singles
- 2009: Eleven, Twelve
- 2009: Set You Right
- 2009: Eleven, Twelve / Friends? We're More Like A Gang
- 2010: Gloria
- 2010: Calm Down
- 2011: More Than Know
- 2012: Ready Yet?
- 2012: Ready Yet? (Proxies Remix)
- 2012: Saviour
- 2012: Something Better
- 2013: You Are The One

### Ep's
- 2010: Calm Down
- 2011: More Than Know
- 2012: Saviour
- 2013: Satellite